# Egon Schiele

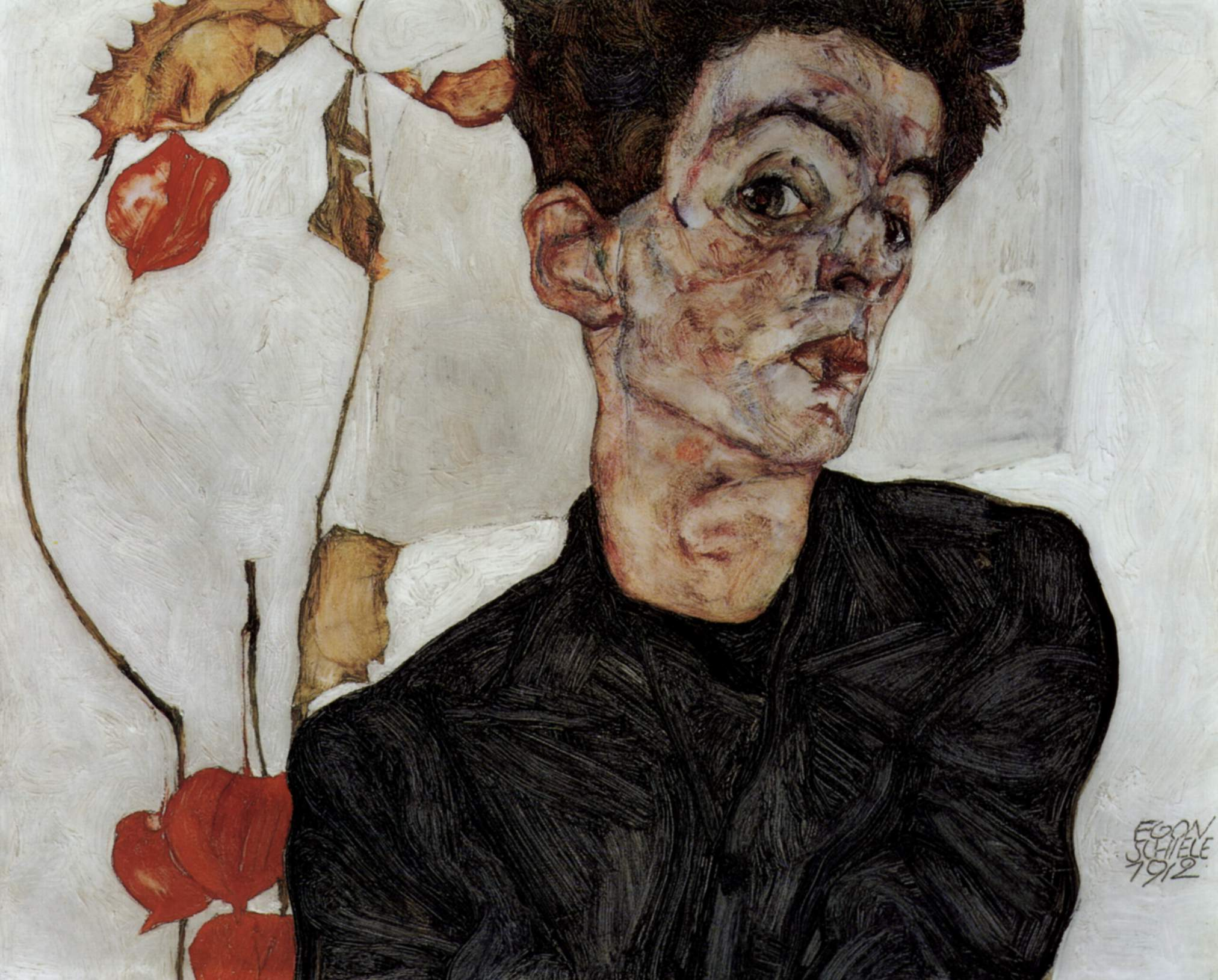
Autoportret (1912)

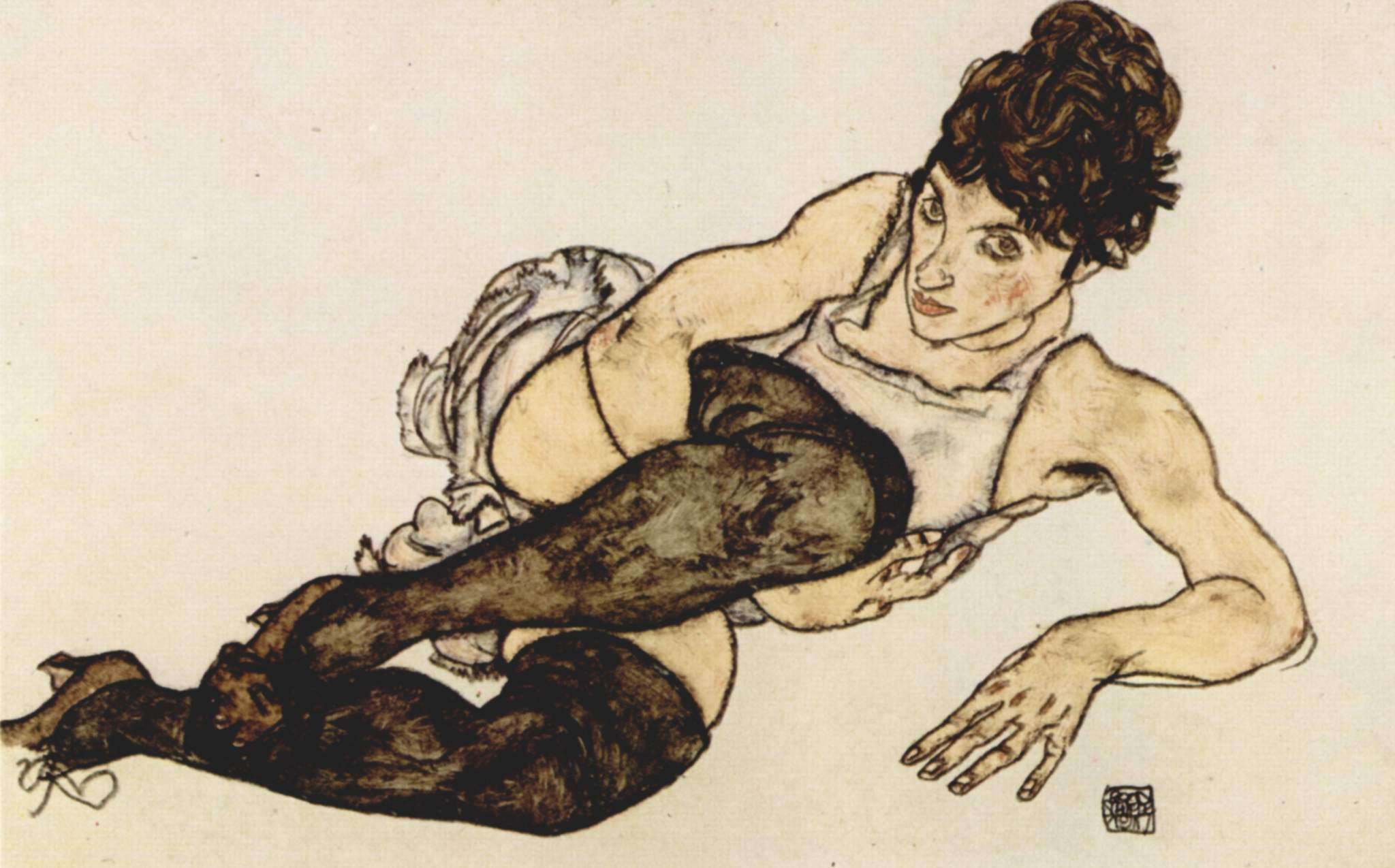
Frau mit grünen Strümpfen (Kobieta z zielonymi pończochami)

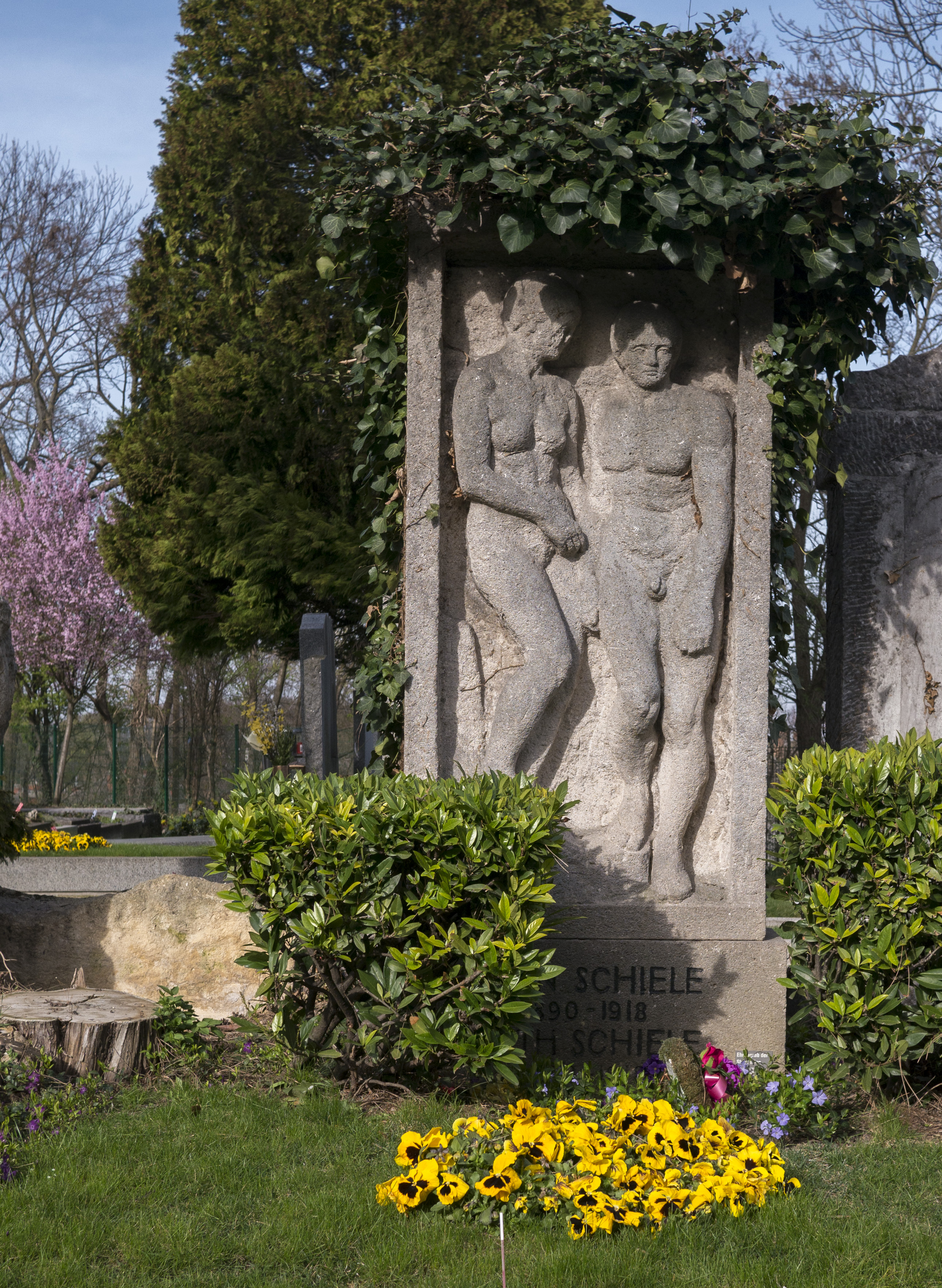
Grób Egona i Edith Schiele na Ober Sankt Veiter Friedhof w Wiedniu

Egon Schiele (ur. 12 czerwca 1890 w Tulln an der Donau, zm. 31 października 1918 w Wiedniu) – austriacki malarz i grafik. Wykształcił indywidualny styl, inspirowany secesją. Autor ekspresyjnych aktów, autoportretów i portretów, oraz pejzaży. Był oskarżany o szerzenie pornografii.

## Życiorys

### Dzieciństwo i młodość
Egon Schiele urodził się w austriackim miasteczku Tulln nad Dunajem. Jego ojciec, Adolf, pracował w Austriackich Kolejach Państwowych, matka Marie pochodziła z Českiego Krumlova. Egon miał dwie siostry – Melanię i Gertrudę. Młody Egon spędzał wiele czasu na rysowaniu pociągów. Kiedy Schiele miał 15 lat, jego ojciec zmarł na kiłę. Opiekę nad dziećmi przejął wuj ze strony matki, Leopold Czihaczec. W wieku 16 lat rozpoczął naukę malarstwa i rysunku w Kunstgewerbeschule w Wiedniu, gdzie kiedyś studiował Gustav Klimt. W czasie pierwszego roku nauki Schiele był zmuszony zmienić szkołę na bardziej konserwatywną Akademie der Bildenden Künste, również wiedeńską.
W 1907 roku Schiele poznał Gustava Klimta. Mistrz wiedeńskiej secesji wspierał młodych twórców. Roztoczył nad nim swój patronat artystyczny – kupował rysunki Schielego, znajdował dla niego modele oraz przedstawiał go potencjalnym patronom. Wprowadzał młodego artystę  w środowisko wiedeńskiej secesji, której wkrótce Egon stał się ważnym przedstawicielem.
W 1908 roku odbyła się pierwsza wystawa prac młodego artysty w Klosterneuburgu. Egon opuścił Akademię w 1909 roku, po trzech latach nauki. Przyczyną relegowania z uczelni była m.in. napisana przez Schielego broszura ze skargami, w której domagał się większej swobody obyczajowej i artystycznej. W tym samym roku Egon wraz z innymi niezadowolonymi studentami, założył Neukunstgruppe („grupa nowej sztuki”). Było to nieformalne zrzeszenie młodych twórców, którzy szukali nowych artystycznych form wyrazu. Także w 1909 roku Klimt zorganizował Schielemu wystawę kilku jego prac w wiedeńskim Kunstschau, gdzie były również wystawione obrazy Edvarda Muncha, Jana Tooropa i Vincenta van Gogha. Schiele współtworzył także Hagenbund.
W 1911 roku Schiele poznał siedemnastoletnią modelkę Klimta, Valerie Neuzil, zwaną Wally, która w późniejszych latach pozowała do wielu obrazów Egona. Wyjechali wspólnie do Českiego Krumlova, skąd pochodziła matka Schielego i gdzie znajduje się obecnie muzeum poświęcone artyście. Mieszkańcy oburzeni trybem życia wiedeńczyków zmusili parę do opuszczenia miasta.
Egon i Wally przenieśli się do Neulengbach, 35 km na zachód od Wiednia. Schiele miał tam studio podobne do wiedeńskiego. W kwietniu 1912 roku Schiele został oskarżony o uwiedzenie niepełnoletniej modelki. Kiedy policja przybyła do jego pracowni, znalazła tam ponad sto rysunków, które uznała za pornograficzne. Został skazany na 24 dni więzienia, z czego 21 spędził w areszcie przed wyrokiem. Więzienne życie posłużyło jako inspiracja do serii dwunastu obrazów. Po wyjściu z więzienia Schiele wrócił do Wiednia, gdzie otworzył nową pracownię przy Hietzinger Hauptstrasse 101.
W 1915 roku Schiele poznał siostry Edith i Adéle Harms, mieszczanki z klasy średniej, mieszkające w pobliżu pracowni. 
Egon porzucił Wally i w kwietniu tego samego roku zaręczył się z Edith. Mimo sprzeciwu rodziny narzeczonej w czerwcu 1915 roku odbył się ich ślub. Trzy dni po ślubie, w związku z trwającą I wojną światową, Schiele został powołany do wojska. Ze względu na słabe serce został ostatecznie zatrudniony jako urzędnik w obozie jenieckim w pobliżu Muhling. Według innego źródła odbywał służbę w Pradze, gdzie przydzielano mu zadania o charakterze administracyjnym. Żona była blisko niego, przebywając w hotelu. Mógł kontynuować karierę artystyczną.
Malarz zmarł trzy dni po śmierci swojej żony (Edith była w szóstym miesiącu ciąży) podczas pandemii grypy hiszpanki jesienią 1918 roku.

## Twórczość
W dorobku artysty znajdują się portrety, autoportrety, pejzaże, akty. W swojej twórczości wykształcił indywidualny styl, inspirowany secesją charakteryzujący się skręconymi, zdeformowanymi kształtami ciał i wyrazistymi, kanciastymi liniami.
  
W studiach nad ludzkim ciałem ukazywał najbardziej intymne szczegóły. Na potrzeby aktów stworzył własną technikę mieszaną, polegającą na użyciu w ramach jednej pracy na papierze akwareli, ołówków, węgla, dodatkowo stosując także gwasz.

Po powrocie do Wiednia, jeszcze przed wojną, był już uznanym, oryginalnym twórcą, który zapraszany był do udziału w prestiżowych wystawach. Obrazy artysty wystawiano w Wiedniu, Zurychu, Pradze i Dreźnie. Wystawiano go też (często razem z Neukunstgruppe) w Kolonii, Monachium (dwa razy, w tym raz solo) oraz w Paryżu (również solo). Ceny jego prac wzrosły.
Egon Schiele  pozostawił po sobie trzysta trzydzieści obrazów olejnych i ponad trzy tysiące prac na papierze. Największa kolekcja dzieł malarza znajduje się w Wiedniu w Leopold Museum.

### Schiele na rynku sztuki

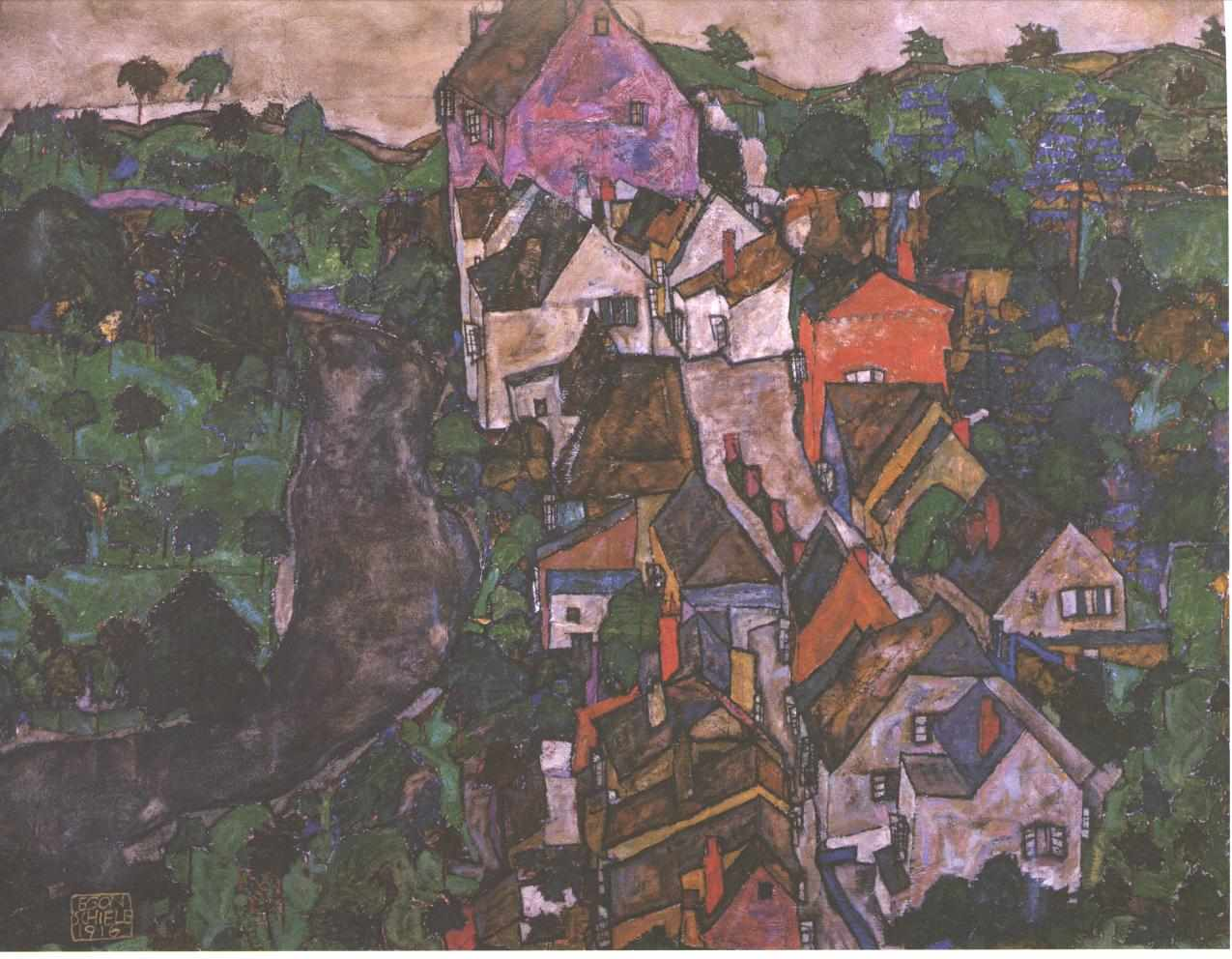
Pejzaż Krumau sprzedany za ponad 20 mln dolarów

Na rynku sztuki najbardziej poszukiwane są akty i autoportrety. Ich ceny oscylują wokół 5–7 milionów funtów. W czerwcu 2003 roku obraz Schielego Pejzaż Krumau, zrabowany w 1938 przez nazistów ze zbiorów wiedeńskiego magnata tekstylnego W. Hellmanna, został sprzedany anonimowemu nabywcy za rekordową cenę 20,93 milionów dolarów podczas aukcji w domu aukcyjnym Sotheby’s.